# Sonderbericht 1,5 °C globale Erwärmung
Der Sonderbericht 1,5 °C globale Erwärmung (SR1.5) ist ein Sonderbericht des Weltklimarats (Intergovernmental Panel on Climate Change, IPCC) zur Vorbereitung der 24. UN-Klimakonferenz in Katowice 2018 vom 3. bis 14. Dezember 2018 (COP 24). Er untersucht Machbarkeit, Sinnhaftigkeit und Folgen einer Begrenzung der globalen Erwärmung auf maximal 1,5 Grad Celsius, wie im 2015 auf der UN-Klimakonferenz in Paris 2015 (COP 21) von 195 Staaten weltweit verabschiedeten Übereinkommen von Paris angestrebt. Der Bericht, der am 8. Oktober 2018 auf der 48. Sitzung des IPCC in Incheon, Südkorea beschlossen wurde, berücksichtigt mehr als 6000 wissenschaftliche Referenzen und wurde von 91 Autoren aus vierzig Ländern erstellt. Berücksichtigt wurden Studien, die vor dem 15. Mai 2018 von wissenschaftlichen Zeitschriften angenommen wurden. Der offizielle deutsche Titel lautet: 1,5 °C globale Erwärmung – Der IPCC-Sonderbericht über die Folgen einer globalen Erwärmung um 1,5 °C gegenüber vorindustriellem Niveau und die damit verbundenen globalen Treibhausgasemissionspfade im Zusammenhang mit einer Stärkung der weltweiten Reaktion auf die Bedrohung durch den Klimawandel, nachhaltiger Entwicklung und Bemühungen zur Beseitigung von Armut.
Kernergebnis ist, dass das 1,5-Grad-Ziel sowohl erreichbar als auch leistbar sei und gegenüber dem weniger ambitionierten Zwei-Grad-Ziel große Vorteile habe, da es viele negative Folgen der globalen Erwärmung minimiere. Zugleich wird in dem Bericht betont, dass das Ziel nur dann erreicht werden könne, wenn die Treibhausgasemissionen sehr schnell gesenkt und darüber hinaus Kohlenstoffdioxid in sehr großem Umfang aus der Erdatmosphäre entfernt würde. Die bisher von den Staaten im Rahmen des Übereinkommens von Paris angestrebten Emissionspfade würden hingegen zu einer Erderwärmung von ca. 3 Grad bis 2100 führen. Erreicht werden könne das Ziel nur, wenn eine deutlich ambitioniertere Klimaschutzpolitik betrieben würde, die alle Sektoren der Gesellschaft umfasse. Das Vorwort des Berichtes endet mit dem Satz: "Jedes bisschen Erwärmung zählt, jedes Jahr zählt, jede Entscheidung zählt".

## Inhalt

### Übersicht
Im 2015 geschlossenen Übereinkommen von Paris wurde vereinbart, die Erderwärmung auf deutlich unter zwei Grad ("Zwei-Grad-Ziel") zu begrenzen; zugleich sollen Anstrengungen unternommen werden, möglichst das 1,5-Grad-Ziel zu erreichen. Dem Sonderbericht zufolge führt die gegenwärtige Klimapolitik jedoch zu einem Temperaturanstieg von mehr als drei Grad. Dies könnte dramatische Kippeffekte zur Folge haben, die zu einem Treibhaus Erde führen könnten. Ohne rapides Umsteuern mit rapider Senkung der Treibhausgasemissionen würde sich die Erde schon gegen 2040 um 1,5 Grad erwärmen.
„Die globale Erwärmung auf 1,5 Grad zu begrenzen, erfordert rasche, weitreichende und beispiellose Veränderungen in sämtlichen Bereichen der Gesellschaft“, erklärte der IPCC in einer Stellungnahme zum Bericht. So könne das 1,5-Grad-Ziel nur erreicht werden, wenn der weltweite Kohlenstoffdioxidausstoß bis 2030 – verglichen mit dem Basisjahr 2010 – um 45 % gesenkt werde und bis 2050 auf null absinke. Zugleich hielt der Bericht fest, dass das Erreichen des 1,5-Grad-Ziels zwar höhere Investitionskosten erfordere als beim Zwei-Grad-Ziel, das 1,5-Grad-Ziel aber sehr große Vorteile gegenüber dem Zwei-Grad-Ziel habe. Bis 2050 müsse der Anteil der erneuerbaren Energien im weltweiten Strommix auf mindestens 70 bis 85 % steigen. Fossile Energien dürften praktisch keine mehr genutzt werden; Kohle und Erdgas dürften maximal noch 0 bis 2 % respektive 8 % des Stromes liefern, und auch das nur in Verbindung mit der CO2-Abscheidung und -Speicherung. Des Weiteren wird dazu aufgerufen, den Lebensstil, insbesondere die Ernährung der Bevölkerung klimafreundlicher zu gestalten.
Der Bericht hält fest, dass bereits ein Grad Erwärmung erreicht sei, die negativen Folgen der globalen Erwärmung bereits heute aufträten und jede weitere Erwärmung die Klimaschäden weiter verschlimmern würde. Zudem kommt der Bericht zum Ergebnis, dass es sowohl möglich als auch finanziell tragbar sei, die Erderwärmung auf 1,5 Grad zu begrenzen. Das Erreichen dieses Zieles anstelle des Zwei-Grad-Zieles könnte verhindern, dass die Korallenriffe vollständig absterben und zugleich die Folgen für die Arktis reduzieren.

### Zentrale Aussagen
Die zentralen Aussagen des Berichtes, der aus fünf Einzelkapiteln sowie einer Zusammenfassung für Politiker besteht, sind in einem dreiseitigen PDF-Dokument zusammengefasst, das hier in geraffter Form wiedergegeben wird.

#### Allgemeines Verständnis einer Erwärmung um 1,5 Grad Celsius
- A1: Infolge menschlicher Aktivitäten kam es zu einem Temperaturanstieg von ca. einem Grad Celsius gegenüber der vorindustriellen Zeit. Die Beibehaltung des gegenwärtigen Erwärmungstrends wird die Erde zwischen 2030 und 2052 um 1,5 Grad Celsius erwärmen.
- A2: Diese Erwärmung infolge menschlicher Treibhausgasemissionen wird für Jahrtausende andauern und zusätzliche Langfristeffekte im Klimasystem zur Folge haben wie z. B. den Anstieg des Meeresspiegels samt deren Folgen. Die bis zur Veröffentlichung des Berichtes angefallenen Emissionen werden wahrscheinlich nicht zur Überschreitung der 1,5-Grad-Schwelle führen.
- A3: Die Risiken für Ökosysteme und menschliche Gesellschaften werden bei einer Erwärmung um 1,5 Grad höher liegen als beim derzeitigen Temperaturniveau, aber geringer sein als bei 2 Grad Erwärmung. Diese Risiken hängen von Ausmaß und Geschwindigkeit der Erwärmung, der jeweiligen Geographie, Entwicklungsstand und Verwundbarkeit sowie von der Auswahl und Umsetzung von Anpassungs- und Klimaschutzmaßnahmen ab.

#### Projizierter Klimawandel, Folgen und damit zusammenhängende Risiken
- B1: Klimamodelle sagen robuste Unterschiede des regionalen Klimas zwischen dem aktuellen Temperaturniveau und 1,5 Grad Erwärmung sowie zwischen 1,5 Grad und 2 Grad Erwärmung voraus. Betroffen sind hierbei z. B. die mittlere Temperatur sowie das Auftreten von Hitzeextremen, Starkniederschlägen und die Wahrscheinlichkeit von Dürren und Niederschlagsdefiziten.
- B2: Bis zum Jahr 2100 wird der Meeresspiegel bei einer Erwärmung von 1,5 Grad etwa 0,1 Meter weniger ansteigen als bei 2 Grad. Der Meeresspiegel wird seinen Anstieg bis weit nach 2100 fortsetzen, wobei die Höhe und die Geschwindigkeit dieses Anstiegs von den gewählten Klimaschutzpfaden abhängt. Ein verlangsamter Anstieg des Meeresspiegels erhöht die Möglichkeit, dass sich menschliche und natürliche Systeme anpassen können.
- B3: An Land werden die Auswirkungen auf die Biodiversität und Ökosysteme einschließlich Artenverlust und Aussterben von Spezies bei einer Erwärmung von 1,5 Grad geringer sein als bei 2 Grad Erwärmung. Die Begrenzung der Erwärmung auf 1,5 Grad wird die negativen Auswirkungen auf verschiedene Ökosysteme verringern und diesen ermöglichen, mehr von ihrer Leistungsfähigkeit für menschliche Nutzungen zu erhalten.
- B4: Die Begrenzung der Erderwärmung auf 1,5 Grad statt 2 Grad wird den Anstieg der Meerestemperatur verringern und die Versauerung der Meere sowie den Rückgang des Sauerstoffgehaltes verringern. Daher wird eine Begrenzung der Erwärmung auf 1,5 Grad die Risiken für Biodiversität, Fischerei und Ökosysteme sowie die negativen Folgen auf deren Nutzungsfähigkeit durch den Menschen verringern.
- B5: Klimawandelbedingte Risiken für die menschliche Gesundheit, Lebensunterhalt, Nahrungssicherheit, Wasserversorgung, menschliche Sicherheit und Wirtschaftswachstum werden mit einem Temperaturanstieg auf 1,5 Grad zunehmen und bei einer weiteren Temperaturerhöhung auf 2 Grad noch größer werden.
- B6: Die meisten Anpassungsanforderungen werden bei 1,5 Grad Erwärmung kleiner sein als bei 2 Grad. Es gibt eine große Menge von Anpassungsoptionen, die die Risiken des Klimawandels verringern können. Es gibt jedoch auch bei 1,5 Grad Erwärmung Grenzen der Anpassung sowohl für einige menschliche Systeme als auch für natürliche Systeme. Die Zahl und Verfügbarkeit von Anpassungsoptionen hängt vom jeweiligen Sektor ab.

#### Emissionspfade zur Begrenzung der Erderwärmung auf 1,5 Grad Celsius
- C1: In modellierten Emissionspfaden, die das 1,5-Grad-Ziel ohne oder mit geringem Temperaturüberschießen erreichen, müssen die Kohlenstoffdioxidemissionen zwischen 2010 und 2030 um ca. 45 % gesenkt werden und gegen 2050 auf netto null fallen. Um das Zwei-Grad-Ziel zu erreichen, müssen die Kohlenstoffdioxidemissionen in den meisten Pfaden um 25 % fallen und gegen 2070 netto null erreichen. Nicht-Kohlenstoffdioxidemissionen müssen sowohl für das 1,5 als auch das Zwei-Grad-Ziel stark reduziert werden.[3]
- C2: Modellierte Emissionspfade, die das 1,5-Grad-Ziel ohne oder mit geringem Temperaturüberschießen erreichen, erfordern schnelle und tiefgreifende Umgestaltungen der Bereiche Energie, Landnutzung, Stadt, Infrastruktur (inklusive Transport und Gebäude) sowie Industrie. Diese Umgestaltungen sind in ihrem Ausmaß ohne historisches Beispiel, aber nicht zwingend in der Umsetzungeschwindigkeit. Erforderlich sind tiefgreifende Emissionsreduzierungen in allen Sektoren, ein breites Portfolio an Vermeidungsoptionen und eine erhebliche Ausweitung der Investitionen in diese Optionen.
- C3: Alle modellierten Emissionspfade, die das 1,5-Grad-Ziel ohne oder mit geringem Temperaturüberschießen erreichen, gehen von der Nutzung von Techniken zur Entfernung von Kohlenstoffdioxid aus der Atmosphäre aus, wobei insgesamt zwischen 100 und 1000 Milliarden Tonnen Kohlenstoffdioxid im Verlauf des 21. Jahrhunderts aus der Atmosphäre entfernt werden sollen. Genutzt würden diese Technologien zur Kompensation von Restemissionen, sowie in den meisten Fällen, um mit negativen Emissionen den Kohlenstoffdioxidgehalt der Atmosphäre zu verringern und damit ein Temperaturüberschießen über 1,5 Grad aktiv rückgängig zu machen. Die Realisierung von negativen Emissionen in Höhe mehrerer Hundert Mrd. Tonnen ist von einer Vielzahl von Machbarkeits- und Nachhaltigkeitsbeschränkungen betroffen. Erhebliche kurzfristig realisierte Emissionsreduzierungen und Maßnahmen zur Einsparung von Energie und Landverbrauch können die Notwendigkeit der Kohlenstoffdioxidentfernung auf wenige Hundert Mrd. Tonnen reduzieren, ohne dass hierfür Bioenergie mit Kohlenstoffdioxidabscheidung und -Speicherung (BECCS) genutzt werden muss.

#### Stärkung der globalen Antwort in Bezug auf Nachhaltige Entwicklung und Armutsbekämpfung
- D1: Schätzungen der von den Staaten zugesagten Emissionsentwicklung gemäß dem Übereinkommen von Paris würden bis 2030 zu einem Anstieg der jährlichen Treibhausgasemissionen auf 52 bis 58 Mrd. Tonnen Kohlendioxidäquivalent führen. Mit dieser Emissionsentwicklung könnte die Erderwärmung selbst dann nicht auf 1,5 Grad begrenzt werden, wenn nach 2030 sehr ambitionierte Emissionsreduktionen erzielt würden. Ein Überschießen der Temperatur über 1,5 Grad und die Abhängigkeit von negativen Emissionen in großem Maßstab kann nur vermieden werden, wenn die globalen Kohlendioxidemissionen schon deutlich vor 2030 reduziert werden.
- D2: Die vermiedenen Klimawandelfolgen für die Nachhaltige Entwicklung, Ausrottung der Armut und Reduzierung von Ungleichheit wären größer, wenn die Erderwärmung auf 1,5 Grad statt auf 2 Grad begrenzt werden könnte, wenn die Synergien zwischen Klimaschutz und Klimaanpassung maximiert würden und wenn die Zielkonflikte minimiert würden.
- D3: Länderspezifische Anpassungsoptionen werden, wenn sie sorgfältig ausgewählt werden, bei einer Erwärmung von 1,5 Grad ebenfalls Vorteile für die nachhaltige Entwicklung und Armutsbekämpfung haben, auch wenn Zielkonflikte vorkommen können.
- D4: Klimaschutzoptionen, die eine Begrenzung der Erderwärmung auf 1,5 Grad ermöglichen, ermöglichen sowohl eine Vielzahl von Synergieeffekten als auch Zielkonflikte für die Ziele für nachhaltige Entwicklung. Die Zahl der möglichen Synergieeffekte übersteigt die Zahl der Zielkonflikte, der Nettoeffekt hängt jedoch von Geschwindigkeit und Größe der Auswirkungen, der gewählten Art des Klimaschutzes sowie dem Management der jeweiligen Energiewende ab.
- D5: Die Begrenzung der Risiken einer Erderwärmung um 1,5 Grad im Kontext der nachhaltigen Entwicklung und Armutsbekämpfung bedingt Systemveränderungen, die ermöglicht werden können durch eine Erhöhung der Investitionen in Anpassungs- und Minderungsinvestitionen, Einsatz politischer Instrumente, die Beschleunigung der technologischen Innovation sowie Verhaltensänderungen.
- D6: Nachhaltige Entwicklung unterstützt und ermöglicht oft grundlegenden gesellschaftlichen und systemischen Wandel, der dazu beiträgt, die Erderwärmung auf 1,5 Grad zu begrenzen. Solche Veränderungen erleichtern das Streben nach klimawandelresilienten Entwicklungspfaden, die ehrgeizige Minderungs- und Anpassungsmaßnahmen in Verbindung mit der Armutsbekämpfung und Bemühungen um den Abbau von Ungleichheit ermöglichen.
- D7: Die Stärkung der Kapazitäten für Klimaschutzmaßnahmen von nationalen und subnationalen Akteuren, der Zivilgesellschaft, dem Privatsektor, indigenen Völkern und lokalen Kommunen kann die Umsetzung ambitionierter Schutzmaßnahmen unterstützen, die die Begrenzung der Erderwärmung auf 1,5 Grad nötig macht. Internationale Zusammenarbeit kann einen Beitrag dazu leisten die Voraussetzungen dafür schaffen, dass dies in allen Ländern, für alle Menschen und im Kontext der nachhaltigen Entwicklung erreicht wird. Internationale Zusammenarbeit ist ein entscheidender Faktor für Entwicklungsländer und gefährdete Regionen.

## Kommentare
Der Vorsitzende des Weltklimarates, Hoesung Lee, bezeichnete das Treffen als eines der wichtigsten in der Geschichte des IPCC.
Hans-Otto Pörtner, Co-Vorsitzender der IPCC-Arbeitsgruppe II, sagte, die derzeitigen Probleme beim Klimaschutz lägen „nicht auf der physikalischen oder technologischen Seite“, sondern seien „klar auf der politischen, der institutionellen Seite“ zu finden. Zudem äußerte er, „[d]ie nächsten zehn Jahre sind entscheidend in ihren Auswirkungen [...] Jede weitere Erwärmung, besonders über 1,5 Grad hinaus, vergrößert die Gefahr langanhaltender oder nicht mehr umkehrbarer Veränderungen wie etwa dem Verlust von Öko-Systemen“. Dem Bericht zufolge könnte die 1,5-Grad-Marke bereits 2030 erreicht werden.
„Die IPCC-Berichte haben in der Klimapolitik ein so hohes Gewicht, weil sie politisch relevante Themen behandeln und ihre wissenschaftliche Unabhängigkeit bereits dreißig Jahre lang bewiesen haben. Die Ausgewogenheit, Verlässlichkeit und Vollständigkeit der Aussagen wird durch detaillierte Verfahrensregeln mit einem mehrstufigen Begutachtungsverfahren und einer weltweiten Expertenbeteiligung gewährleistet“, sagte die Leiterin der Deutschen IPCC-Koordinierungsstelle Christiane Textor.
Johan Rockström, Resilienzforscher und einer der Leiter des Potsdam-Instituts für Klimafolgenforschung, nannte den Bericht „wirklich wichtig“ und erklärte, er zeige mit seiner wissenschaftlichen Robustheit, dass das 1,5-Grad-Ziel nicht nur ein „politisches Zugeständnis“ sei. Vielmehr spiegele er die zunehmende Erkenntnis wider, dass eine Erwärmung um zwei Grad gefährlich sei. Der Klimawandel trete früher und schneller auf als erwartet und bereits das gegenwärtige Niveau von einem Grad Erwärmung sei schmerzhaft.
Niklas Höhne, Leiter des New Climate Institute und Professor für Klimaschutz an der Universität Wageningen kommentierte den Bericht wie folgt: „Der Bericht bestätigt, dass es Transformationen dieser Geschwindigkeit bereits gegeben hat, nur geographisch eingegrenzt, noch nicht global. Ein paar Beispiele: In nur fünf Jahren hat Norwegen Elektroautos zum neuen Standard gemacht, 50 Prozent der Neuanmeldungen sind elektrisch. Erneuerbare Energien sind derzeit so günstig, dass einige Regierungen die Entwicklung sogar abbremsen. Erneuerbare Energien drängen Kohle aus Märkten wie Indien und China, was vor fünf Jahren niemand für möglich gehalten hätte. Selbst in Problemfeldern wie der Industrie gibt es Highlights: Die erste Stahlproduktion ohne fossile Brennstoffe hat in Schweden ihren Betrieb aufgenommen – undenkbar vor fünf Jahren. Eines ist sicher: Wenn wir das Ziel aufgeben und es gar nicht erst versuchen, werden wir es ganz bestimmt weit verfehlen.“
Mojib Latif, Meteorologe und Klimaforscher am Helmholtz-Zentrum für Ozeanforschung Kiel kommentierte wie folgt: „Es ist wichtig, dass man sich ambitionierte Ziele setzt. Nichts wäre schlimmer als die Kapitulation vor dem Klimaproblem. Notwendig wäre nicht weniger als eine technologische Revolution: weg von den fossilen Energieträgern hin zu den erneuerbaren Energien und das innerhalb weniger Jahrzehnte. Die Geschichte zeigt, dass Technologiewandel in so kurzer Zeit möglich ist. Beispiele wären der Übergang vom Pferdewagen zum Automobil oder der gegenwärtige Übergang vom Festnetz zum Mobil- und Smartphone. Derzeit fließen global schon mehr Investitionen in die erneuerbaren Energien als in die konventionellen Energien. Diese Dynamik muss die Politik beschleunigen.“
Eine der IPCC-Leitautorinnen, Debra Roberts, nennt die nächsten Jahre die "wahrscheinlich wichtigsten in der Geschichte der Menschheit".

## Reaktionen

### Schweiz
Die Internationale Energieagentur empfiehlt der Schweiz u. a. die Elektromobilität zu fördern. Das Bundesamt für Energie will entsprechende Schritte einleiten. Der Bundesrat will bis 2050 eine klimaneutrale Schweiz.

### Bericht
- IPCC: Global Warming of 1.5 °C – an IPCC special report on the impacts of global warming of 1.5 °C above pre-industrial levels and related global greenhouse gas emission pathways, in the context of strengthening the global response to the threat of climate change, sustainable development, and efforts to eradicate poverty – SR15. In: ipcc.ch. 5. Oktober 2018, abgerufen am 8. Oktober 2018.

### Zusammenfassungen
- Kernaussagen des Berichts (englisch, PDF), finale Version, Website des IPCC. Abgerufen am 31. Dezember 2019.
- Kernaussagen des Berichts (deutsch, PDF), basierend auf der nicht finalen englischen Version vom 14. November 2018, Deutsche IPCC-Koordinierungsstelle, Oktober 2018.
- Kati Mattern, Eric Fee, Thomas Voigt, Juliane Berger, Guido Knoche, Achim Daschkeit, Claudia Kabel, Mathias Bornschein, Natalie Kern: Kernbotschaften des IPCC-Sonderberichts über 1,5 °C globale Erwärmung zur Verbreitung in der Öffentlichkeit. Dokumentation des UBA-Webinars für Multiplikatoren vom 05. April 2019. Hrsg.: Umweltbundesamt (Deutschland). Nr. 34/2019, Oktober 2019 (umweltbundesamt.de – ausführlichere deutschsprachige Zusammenfassung).